# くまのプーさん/ルーの楽しい春の日
『くまのプーさん/ルーの楽しい春の日』は、2004年に公開されたくまのプーさんシリーズのオリジナルDVD長編作品。

## ストーリー
春。ルーは森の仲間達を集めてラビットの家へイースターパーティーを行おうとするが、ラビットが全く違う予定を企て、イースターパーティー開催は断固拒否してしまう。実は、ラビットがイースターパーティーを拒否するのには訳があった。ルーが主人公だが、ラビットももう1人の主人公でもある。

## キャスト
| 役名       | 原語版声優                                                  | 日本語吹き替え              |
| ---------- | ----------------------------------------------------------- | --------------------------- |
| プー       | ジム・カミングス                                            | 台詞：亀山助清 歌：竹本敏彰 |
| ティガー   | ジム・カミングス                                            | 玄田哲章                    |
| ピグレット | 台詞：ジョン・フィードラー 歌（一部のみ）：ジェフ・ベネット | 小形満                      |
| ラビット   | ケン・サンソム                                              | 龍田直樹                    |
| イーヨー   | ピーター・カレン                                            | 石田太郎                    |
| カンガ     | キャス・スーシー                                            | 片岡富枝                    |
| ルー       | ジミー・ベネット                                            | 杉本征哉                    |
| ナレーター | デヴィッド・オグデン・スティアーズ                          | 青森伸                      |

## 挿入歌
- タマゴをさがそう(We're huntin' eggs today)
- くしゃみの歌(Sniffly sniff)
- イースターを君と(Easter day with you)
- 正しくまじめに(The way it must be done)
- イースターを君と(リプライズ)(Easter day with you(Reprise))
- 最高のイースター(The grandest Easter of them all(Rabbit's Reprise))
- イースターを君と(フィナーレ)(Easter day with you(Finale))

## 構成
物語は所謂クリスマス・キャロルのイースター×くまのプーさんバージョン。本の中が舞台であることがよく利用される。

## トリビア
冒頭で、ルーが自分以外を主人公に据えたお話を聞かせてもらえるものと期待するが、その際に名前が挙げられるプー、ピグレット、ティガーは、いずれも過去に長編の主役を張った事がある。